# 아르메니아 축구 연맹
아르메니아 축구 연맹(아르메니아어: Հայաստանի Ֆուտբոլի Ֆեդերացիա; 영어: Football Federation of Armenia; FFA)은 아르메니아의 협회 축구의 관리 기관이다. 본부는 예레반에 위치해 있다.
이 연맹은 아르메니아 프리미어리그, 아르메니아 퍼스트 리그, 아르메니아 슈퍼컵, 아르메니아컵, 아르메니아 풋살 프리미어리그를 조직한다. 아르메니아 축구 국가대표팀과 아르메니아 여자 축구 국가대표팀의 운영진을 임명하는 역할을 한다. 아르메니아 풋살 국가대표팀도 연맹이 관리한다.
FFA는 골 프로그램을 통해 FIFA로부터 인조 축구장을 수여받았다.

## 역사
아르메니아의 공식적인 축구 역사는 1990년대 초에 시작되었지만, 아르메니아의 스포츠 전통은 더 오래 전으로 거슬러 올라간다. 소련의 붕괴와 1991년 아르메니아의 독립 선언은 아르메니아의 정치 역사뿐만 아니라 국가의 스포츠 발전에 중요한 순간이었다. 축구의 관점에서, 그러한 사건들은 1992년 1월 18일 아르메니아 축구 연맹의 설립을 촉발시켰다.
FFA는 1992년에 정당하게 FIFA와 UEFA의 회원이 되었다. 국가대표팀은 UEFA 유로 1996 출전 자격으로 첫 경기를 치렀다. 아르메니아는 1994년 9월 7일 벨기에와의 경기에서 2-0 패배로 시작했지만 그 UEFA 유로 96 캠페인에서도 역사를 만들었다. 아르메니아는 1995년 9월 6일 북마케도니아와의 경기에서 2-1로 이겼을 때 첫 경기 승리를 기록했다. 이후 아르메니아는 UEFA 유로 2012에서 3위를 차지하는 주목할 만한 성과를 거두었고, 그 동안 FC 샤흐타르 도네츠크에서 뛰었던 부적 공격형 미드필더 헨리흐 므히타랸이 최고의 국제적인 기량을 갖춘 선수로 부상했다.
사회 기반 시설 수준에서, 거주 시설이 있는 국가대표팀 훈련 센터와 아카데미에 대한 작업이 2007년에 시작되었다. 센터는 2010년 9월에 문을 열었다. 바즈겐 사르키샨 공화국 경기장도 부분적으로 재개발되었는데, 이 계획의 특별한 이점 중 하나는 인상적인 새로운 경기장이다. 최근 몇 년 동안, FIFA와 아르메니아 정부의 지원으로 아르메니아 전역에 약 90개의 작은 경기장이 지어졌다.
2022년 6월 15일, 잔니 인판티노 FIFA 회장은 아르메니아 축구 연맹 30주년 기념 행사에 참가하기 위해 아르메니아를 공식 방문했다. 인판티노 회장은 아르메니아의 축구 발전을 위한 지원을 약속했다. 인판티노 회장은 니콜 파시냔 총리를 만나 FIFA가 새로운 국립 경기장 건설을 포함한 축구 인프라 개발에서 아르메니아를 계속 지원할 것이라고 조언했다.